# 激走戰隊車連者VS王連者
《激走戰隊車連者VS王連者》（原文：激走戦隊カーレンジャーVSオーレンジャー）。係於日本時間1997年3月14日所發售的V-cinema。

## 概要
接續著『超力戰隊王連者 王連VS隱連者』後的第2部超級戰隊系列V-cinema。
首次的V-cinema有著兩代戰隊的巨大機器人戰鬥場面。

## 前提
爆走客派出了持有讓車子離家出走汽油的加加油徒到了地球。

另一方面，陣內恭介（紅車手）遇上了王連者們正在追捕的巴拉諾亞殘黨機械獸巴拉車怪。

圍繞著巴拉車怪，兩大戰隊間產生了誤解與衝突，事情尚未解決，這時爆走客又跑了出來並與巴拉車怪聯手，星野吾郎（王紅）卻被加加油徒的力量給帶回了爆走客本部。

為了順利救出吾郎，車連者們便接受了三浦參謀長所提出的魔鬼特訓。

## 登場人物

### 激走戰隊車連者
| 演員     | 角色           | 代號                    | 台配   | 港配 |
| -------- | -------------- | ----------------------- | ------ | ---- |
| 岸祐二   | 陣內恭介       | 紅車手 （Red Racer）    | 劉傑   |      |
| 增島愛浩 | 土門直樹       | 藍車手 （Blue Racer）   | 李景唐 |      |
| 福田佳弘 | 上杉實         | 綠車手 （Green Racer）  | 梁興昌 |      |
| 本橋由香 | 志乃原菜摘     | 黃車手 （Yellow Racer） | 汪世瑋 |      |
| 來栖敦子 | 八神洋子       | 粉紅車手（Pink Racer）  | 詹雅菁 |      |
| 配音員   | 角色           | 代號                    | 台配   | 港配 |
| 大塚芳忠 | 宇宙警察通信官 | 信號人（Signal Man）    | 梁興昌 |      |

### 超力戰隊王連者
| 演員       | 角色       | 代號               | 台配   | 港配 |
| ---------- | ---------- | ------------------ | ------ | ---- |
| 宍戶勝     | 星野吾郎   | 王紅 （OH Red）    | 梁興昌 |      |
| 正岡邦夫   | 四日世昌平 | 王綠 （OH Green）  | 劉傑   |      |
| 合田雅吏   | 三田裕司   | 王藍 （OH Blue）   | 李景唐 |      |
| 穂高あゆみ | 二原條樹里 | 王黃 （OH Yellow） | 汪世瑋 |      |
| 佐藤珠緒   | 丸尾桃     | 王粉紅（OH Pink）  | 詹雅菁 |      |

### 戰隊關係者
噠布｜まるたまり／台配：詹雅菁 聲
三浦參謀長｜宮內洋／台配：李景唐

### 宇宙暴走族·爆走客
總長·蓋拉摩｜大竹宏／台配：梁興昌 聲
美女·佐奈特｜七瀨理香／台配：汪世瑋
副長·澤路馬達｜津久井教生／台配：劉傑 聲
發明家·古拉奇｜長嶝高士／台配：劉傑 聲
暴走皇帝·艾格索斯｜小林修／台配：曹冀魯 聲
加加油徒｜高戶靖廣／台配：劉傑 聲
爆走客的加油員。提著大量艾格索斯提供的「讓車子離家出走的汽油」，準備注滿地球上的汽車油箱，並將這些車輛全部改裝為暴走車。卻因車連者的出手阻止，導致計畫失敗而撤退，回到本部的加加油徒在被升級後，又再度回到了地球挑戰車連者們。能夠將升級過後的「高級汽油」化為火焰攻擊。最後遭到VRV金剛的勝利雙連星所擊敗。
巴拉車怪｜渡部猛／台配：李景唐 聲
巴拉諾亞殘存的最後機械獸。打算讓人類和車子結婚，藉以大量生產「車子人類」，野心是以「車帝國」取代「機械帝國」征服全宇宙。與王連者戰鬥時受了傷，便逃到了「湯之溫泉小屋」泡湯療傷，沒想到這時恭介的出現，竟導致一場大混亂。武器為眼中發射的破壞光線。只要高速迴轉頭上的車輪就能單獨進行巨大化。最後死於王連者金剛的皇冠終極斬。
乘四郎增刊
艾格索斯特別發行的「宇宙樂園」增刊號的附錄巨大紅色機器人，負責支援加加油徒和巴拉車怪。頭上的角能發射光束及斧頭作為武器。趁隙襲擊VRV金剛和王連者金剛，在警報者趕到之後，形成3對3的場面，最後不敵警報者的火神砲擊。

## 裝備‧戰力

### 登場機械
RV金剛
VRV金剛
警報者
王連者金剛

## 幕後人員
- 製作人：髙寺成紀、加藤和夫
- 原作：八手三郎
- 連載：テレビマガジン、てれびくん、テレビランド
- 監督：坂本太郎
- 脚本：浦沢義雄
- 撮影：いのくままさお
- 音楽：佐橋俊彦、横山菁児
- 動作監督：J.ムラカミ（ジャパンアクションクラブ）
- 製作：東映、東映ビデオ